# プリモジュ・ペテルカ
プリモジュ・ペテルカ（Primož Peterka 、1979年2月28日 - ）は、スロベニアのリュブリャナ近郊プリカニツァ (si:Prikrnica) 出身のスキージャンプ選手。スロベニアで最も活躍したスポーツ選手の一人。1997-1998年のスロベニアスポーツマン・オブ・ザ・イヤーを受賞している。

## プロフィール
リュブリャナの北東30キロにある Moravče のスモールヒル (K-20m) でジャンプを始め、クラーニ (kranj) の商業中学校時代はTriglavスキークラブでジャンプを続けた。
W杯へのデビューは1996年1月4日のジャンプ週間第3戦インスブルックで、チームメイトの代役であったが、いきなり8位となって周囲を驚かせた。
このシーズンはポーランドのザコパネとスウェーデンのファルンで優勝し、総合で10位に入った。ジュニア世界選手権ではドイツのミヒャエル・ウアマンに次いで銀メダルを獲得した。
翌1996/1997シーズンは彼にとって最高のシーズンであった。スキージャンプ週間で総合優勝を飾るなどシーズン7勝をあげ、ドイツのディーター・トーマを押えてワールドカップ総合優勝のタイトルを獲得した。 2月9日のオーストリア・クルムにおいてスロベニア人として初の200メートルジャンパー（203メートル）となった。しかし約1ヵ月後プラニツァでのフライングでゴラン・ヤヌスが206メートルを飛びスロベニア記録を更新した。
1997/1998シーズンは当初やや不調であったが、シーズン4勝（スロベニア人初のホルメンコーレン大会優勝を含む）をあげ、最終戦地元のプラニツァで日本の船木和喜、オーストリアのアンドレアス・ビドヘルツルらの追撃を振り切って2シーズン連続の総合優勝を果たした。 このシーズンの長野オリンピックではノーマルヒル6位、ラージヒル5位に入賞した。
若くして成功したジャンパーがその後スランプに陥るのはよくあることだが、ペテルカも例外ではなかった。 1997/1998シーズン後に陥ったスランプは深刻なものでおよそ3年に渡って低迷した。 そんな中でも2000年のフライングでは自己ベストの212メートルを記録、これは2年後にロベルト・クラニエッツが222.5メートルを記録するまでスロベニア記録であった。 この間、彼はガールフレンドのRenata Bohinc（1996年Beauty Queen of Sloveniaに選ばれた）と共にクラーニへ移り住んだ（2003年に結婚）。2001年には長男のMajが生まれて心機一転、2001/2002シーズンには一流ジャンパー復帰への手がかりを掴む。ソルトレークシティオリンピックでロベルト・クラニエッツ、ダミヤン・フラス、ペテル・ゾンタと共にラージヒル団体で銅メダルを獲得（これはスロベニア史上初のオリンピックメダルであった）した。
2002/2003シーズンも調子は上向きとなり、ワールドカップで2勝をあげ、総合7位になった。 しかしその後のシーズンはナショナルチームから外されるなど振るわないシーズンが続いている。
2005年、ドイツ・オーベルストドルフの世界選手権ではノーマルヒル団体戦でユレ・ボガタイ、ロク・ベンコビッチ、イエルネイ・ダミヤンと共に銅メダルを獲得した。
2010/2011シーズンをもって現役を引退。
ペテルカに関して2本のドキュメンタリー映画が製作されている。
- 1997年ベノ・ハバラ (Beno Hvala) による "Vleci, Primož" ("Insist, Primož")
- 2002年ヴラド・スカファー (Vlado Škafar) による "leto odločitve" ("Peterka: a Year of Decision")

## 主な成績
- オリンピックのスキージャンプ競技・メダリスト一覧
  - 1998　長野　ラージヒル個人　5位
  - 1998　長野　ノーマルヒル個人　6位
  - 1998　長野　ラージヒル団体　10位
  - 2002　ソルトレイクシティ　ラージヒル個人　15位
  - 2002　ソルトレイクシティ　ノーマルヒル個人　10位
  - 2002　ソルトレイクシティ　ラージヒル団体　銅
  - 2006　トリノ　ラージヒル個人　34位
  - 2006　トリノ　ノーマルヒル個人　30位
  - 2006　トリノ　ラージヒル団体　10位
- 世界選手権
  - 1997　トロンハイム（ノルウェー）ラージヒル個人　13位
  - 1997　トロンハイム（ノルウェー）ノーマルヒル個人　31位
  - 1997　トロンハイム（ノルウェー）ラージヒル団体　6位
  - 1999　ラムソー（オーストリア）ラージヒル個人　36位
  - 1999　ラムソー（オーストリア）ノーマルヒル個人　22位
  - 1999　ラムソー（オーストリア）ラージヒル団体　5位
  - 2003　バルディフィエンメ（イタリア）ラージヒル個人　15位
  - 2003　バルディフィエンメ（イタリア）ノーマルヒル個人　18位
  - 2003　バルディフィエンメ（イタリア）ラージヒル団体　6位
  - 2005　オーベルストドルフ（ドイツ）ラージヒル個人　24位
  - 2005　オーベルストドルフ（ドイツ）ラージヒル団体　4位
  - 2005　オーベルストドルフ（ドイツ）ノーマルヒル個人　32位
  - 2005　オーベルストドルフ（ドイツ）ノーマルヒル団体　銅
- FISスキーフライング世界選手権
  - 1998　オーベルストドルフ（ドイツ）個人　6位
  - 2002　ハラコフ（チェコ）個人　12位
  - 2004　プラニツァ（スロベニア）個人　31位
  - 2004　プラニツァ（スロベニア）団体　6位
  - 2006　クルム（オーストリア）個人　26位
  - 2006　クルム（オーストリア）団体　5位
- スキージャンプ・ワールドカップ
  - 総合優勝2回 (1996/1997, 1997/1998)
  - 通算15勝（2位10回3位7回）
- スキージャンプ週間
  - 総合優勝1回 (1996/1997)
- ホルメンコーレン国際スキー大会
  - 優勝1回（1998年）